# Waldron (Kansas)
Waldron è un comune degli Stati Uniti d'America, situato nello Stato del Kansas, nella contea di Harper.